# Paula Fortes
Paula Fortes, née le 26 janvier 1945 à Mindelo, morte le 7 juin 2011 au Portugal, était une infirmière devenue une militante pour l'indépendance puis une femme politique capverdienne.

## Biographie
Fortes est né à Mindelo, une ville de l'île Saint-Vincent au Cap-Vert, en 1945. À 13 ans, elle devient orpheline et à 16 ans, elle rejoint la lutte pour l'indépendance du Cap-Vert et de la Guinée-Bissau,. Elle organise les étudiants de l'Escola Piloto. Après avoir terminé ses études, elle suit une formation d'infirmière et de technicienne en anesthésie.
Un moment réfugiée à Conakry, au siège du Parti africain pour l'indépendance de la Guinée et du Cap-Vert (PAIGC), le mouvement indépendantiste cofondé par Amílcar Cabral, elle revient sur l'île après l'indépendance. Elle participe à l'organisation du système de santé dans le pays et est désignée présidente de l'Organisation des femmes capverdiennes (OMCV ou Organização das Mulheres de Cabo Verde), dont elle était une des fondatrices, et de l'Association des combattants pour la libération de la patrie (ACOLP). Elle est également membre du gouvernement, déléguée de ce gouvernement sur l'île de Sal, étant ainsi à cette époque, immédiatement après l'indépendance, en 1975, la seule femme à occuper un poste dans l'exécutif capverdien. Elle meurt au Portugal en 2011 à la suite d'une longue maladie,. Une autobiographie posthume est publiée en 2013,,.